# Bergasjön, Södermanland
Bergasjön är en sjö i Södertälje kommun i Södermanland och ingår i Trosaåns huvudavrinningsområde. Sjön har en area på 0,34 kvadratkilometer och ligger 48,3 meter över havet.

## Delavrinningsområde
Bergasjön ingår i det delavrinningsområde (654582-159349) som SMHI kallar för Utloppet av Långsjön. Medelhöjden är 45 meter över havet och ytan är 48,41 kvadratkilometer. Det finns inga avrinningsområden uppströms utan avrinningsområdet är högsta punkten. Vattendraget som avvattnar avrinningsområdet har biflödesordning 2, vilket innebär att vattnet flödar genom totalt 2 vattendrag innan det når havet efter 28 kilometer. Avrinningsområdet består mestadels av skog (67 procent). Avrinningsområdet har 6,38 kvadratkilometer vattenytor vilket ger det en sjöprocent på 13,2 procent. Bebyggelsen i området täcker en yta av 0,7 kvadratkilometer eller 1 procent av avrinningsområdet.